# Diecezja San Rafael
Diecezja San Rafael (łac. Dioecesis Fororaphaëliensis) – diecezja Kościoła rzymskokatolickiego w Argentynie, sufragania archidiecezji Mendoza.

## Historia
10 kwietnia 1961 roku papież Jan XXIII bullą Ecclesia Christi erygował diecezję San Rafael. Dotychczas wierni z tym terenów należeli do archidiecezji Mendoza.

## Ordynariusze
- Raúl Primatesta (1961 – 1965)
- Jorge Carlos Carreras (1965 – 1969)
- Oscar Félix Villena (1970 – 1972)
- León Kruk (1973 – 1991)
- Jesús Arturo Roldán (1991 – 1996)
- Guillermo Garlatti (1997 – 2003)
- Eduardo Maria Taussig (2004 – 2022)
- Carlos María Domínguez (2023 – 2025)